# Jutta Ploch
Jutta Ploch –nombre de casada, Jutta Schenk– (13 de enero de 1960) es una deportista de la RDA que compitió en remo.
Participó en los Juegos Olímpicos de Moscú 1980, obteniendo una medalla de oro en la prueba de cuatro scull con timonel. Ganó tres medallas en el Campeonato Mundial de Remo entre los años 1981 y 1983. En 1980 fue condecorada con la Orden al Mérito de la Patria en plata y en 1984 en oro.

## Palmarés internacional
| Juegos Olímpicos   | Juegos Olímpicos | Juegos Olímpicos | Juegos Olímpicos         |
| Año                | Lugar            | Medalla          | Prueba                   |
| ------------------ | ---------------- | ---------------- | ------------------------ |
| 1980               | Moscú (URSS)     | Medalla de oro   | Cuatro scull con timonel |
| Campeonato Mundial |                  |                  |                          |
| Año                | Lugar            | Medalla          | Prueba                   |
| 1981               | Múnich (RFA)     | Medalla de plata | Cuatro scull con timonel |
| 1982               | Lucerna (Suiza)  | Medalla de plata | Cuatro scull con timonel |
| 1983               | Duisburgo (RFA)  | Medalla de oro   | Doble scull              |